# Vieux haut allemand
Le vieux haut allemand (et non pas « vieil » haut allemand, ; en allemand : Althochdeutsch) est la plus ancienne forme écrite de la langue allemande dans la période de 750 à 1050 environ, à laquelle succède le moyen haut allemand. La période linguistique du vieux haut allemand commence vers 500 ou 600. On rencontre aussi l'expression équivalente « ancien haut allemand » qui est aussi une traduction du mot allemand Althochdeutsch. Le vieux haut allemand est une langue multi-dialectale qui n'est pas (ou très rarement) considérée comme la langue-mère de l'allemand actuel, à savoir le proto-germanique.

## Historique
Le mot signifiant « allemand » (actuellement : deutsch) apparaît pour la première fois sous la forme latinisée theodiscus, dont le sens originel est « populaire », dans un document de 786. Il y est question de deux synodes tenus en Angleterre et où les décisions prises ont été lues « tam latine quam theodisce », c'est-à-dire « tant en latin qu'en langue populaire/germanique ».
Il est généralement admis que la langue franque de l'époque carolingienne ne diffère pas du vieux haut allemand selon Henri d'Arbois de Jubainville.
La forme en vieux haut allemand du mot n'est attestée que nettement plus tard : dans la copie d'un manuscrit antique destiné à l'apprentissage de la lecture, datant probablement dans la deuxième moitié du IXe siècle, on trouve à propos du mot latin galeola (ustensile ou vaisselle en forme de crâne) l'annotation diutisce gellit (« en allemand, écuelle »). Cette annotation provient sans doute d'un moine qui, ne comprenant apparemment pas le mot galeola, a dû en demander le sens à un confrère.
Ces dialectes se distinguent des autres langues germaniques occidentales par leur prononciation des consonnes, plus précisément par la seconde mutation consonantique  qui a rayonné du sud vers le nord.

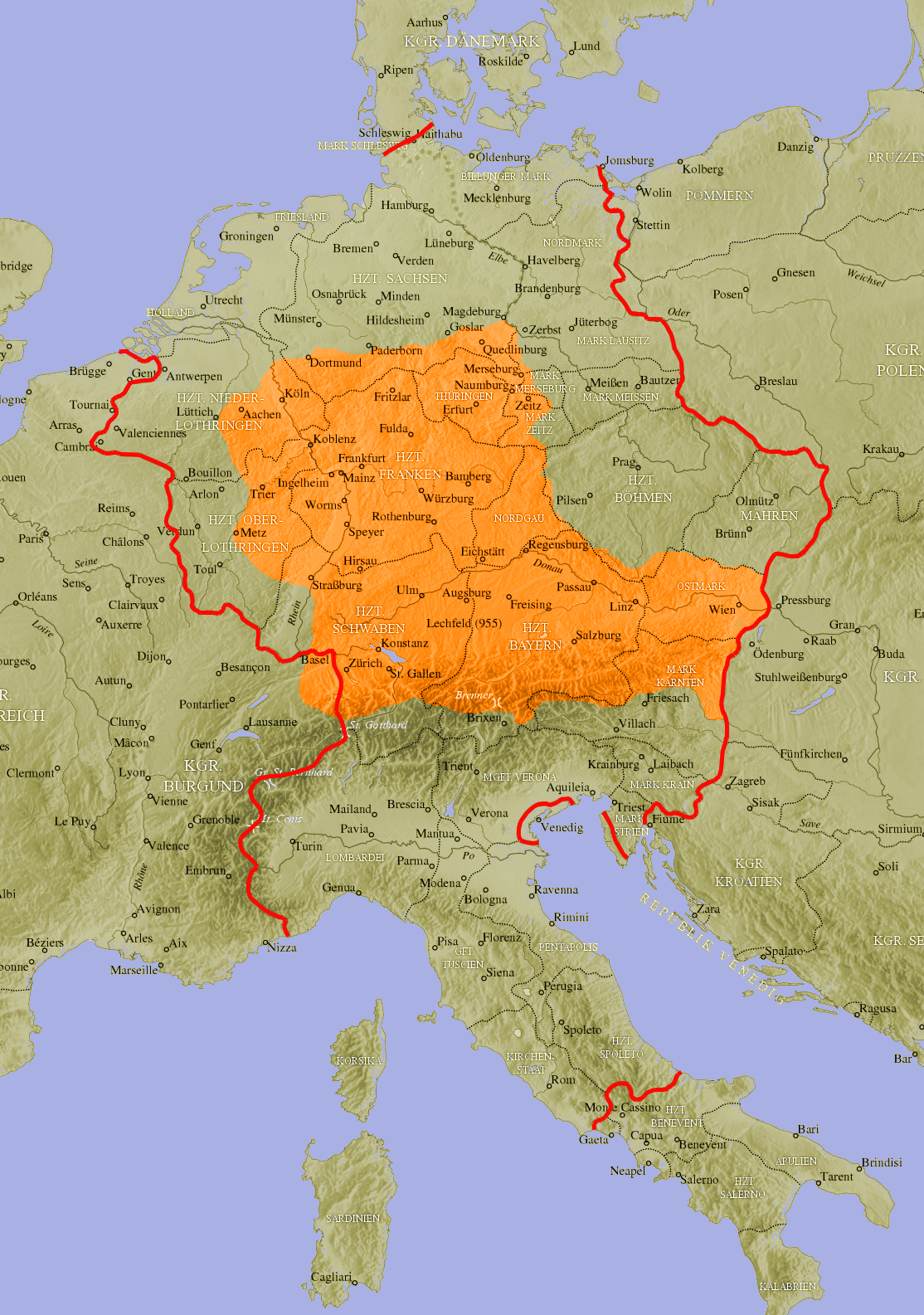
Territoire où était parlé et écrit le vieux haut allemand vers 950.

Les dialectes au nord de la « ligne de Benrath » — c'est-à-dire les régions de plaine du nord de l'Allemagne et les actuels Pays-Bas — n'ont pas subi cette mutation.
Ces dialectes septentrionaux du vieux allemand sont désignés par le terme de vieux saxon (Altsächsisch) ou, plus rarement, de vieux bas allemand (Altniederdeutsch).
Le vieux saxon est devenu le moyen bas allemand puis le bas saxon.
Comme le vieux haut allemand est un groupe de dialectes proches et qu'il n'existait pas de norme unifiée pour la langue écrite au haut Moyen Âge, les textes témoins de cette époque peuvent être attribués aux différents dialectes du vieux haut allemand, si bien qu'on parle souvent plus exactement de (vieux) franconien occidental, de (vieux) francique méridional, de vieux bavarois, de vieil alémanique, etc.
Le plus ancien texte en haut allemand est le codex Abrogans, un glossaire bilingue latin-tudesque attribué à Aribon de Freising. La littérature en vieux haut allemand consiste en grande partie en textes religieux (prières, vœux de baptême, traductions bibliques). Ce n'est qu'isolément que l'on trouve des textes profanes (chant de Hildebrand, Ludwigslied) ou d'autres témoignages (inscriptions, incantations magiques comme les formules magiques de Mersebourg). Un des documents profanes les plus importants est représenté par les Serments de Strasbourg.
Une caractéristique du vieil allemand est la conservation des voyelles des syllabes finales (inaccentuées) :
| Vieux haut allemand | Allemand actuel | Français      |
| ------------------- | --------------- | ------------- |
| machôn              | machen          | faire         |
| tagâ                | Tage            | jours         |
| demo                | dem             | de (au datif) |
| pergâ               | Berge           | montagnes     |

La situation politique au Xe siècle a entraîné une régression des écrits en général et de la production de textes germanophones en particulier. Un rétablissement de cette production est observé à partir de 1050. Comme les témoignages du XIe siècle se différencient nettement des textes antérieurs au point de vue phonétique, on parle depuis cette date de « moyen haut allemand » et non plus de « vieux haut allemand ».
Contrairement à la langue gotique qui est une langue éteinte sans filiation, le vieux haut allemand a évolué vers la langue allemande actuelle.
Piergiuseppe Scardigli a défini le lombard comme « une planète qui, après être longtemps restée dans l'orbite du gotique, a été ensuite attirée dans celle du vieux haut allemand », tandis que Marcello Meli précise : « En règle générale, c’est parmi les dialectes du vieux haut allemand que le lombard s'insère lui aussi, mais l'insuffisance de la documentation linguistique ne permet pas une classification sure ».
Selon l'universitaire Dominika Haradzinova, le vieux haut allemand compte plus de 500 mots empruntés au latin qui s'expliquent par des contacts intenses dans les régions frontalières et dans la Germanie occupée par les Romains. De plus, l'universitaire Christoph Helm note aussi l'influence du latin sur la syntaxe de l'allemand et sur son mécanisme de formation des mots. Il évoque une diglossie latin-allemand où la forme basse allemande se serait progressivement émancipée, cette diglossie expliquant une forte influence du latin sur l'allemand et constituant un exemple du cas plus général de la convergence des langues européennes sous un toit gréco-latin.
Paul W. Brosman, un linguiste qui a enseigné dans différentes universités  américaines écrit « le français renfermerait de nombreux emprunts du vieux haut allemand et notamment du francique rhénan »,. Wilhelm Meyer-Lübke, un linguiste universitaire, a identifié 125 étymons du vieux haut allemand pour la langue française. Par exemple, le mot « guerre » serait issu du vieux haut allemand werra (mot attesté en 858) et non pas de l'ancien bas francique. Le mot « guerre » serait alors d'origine carolingienne au plus tôt (le vieux haut allemand va de 750 à 1050), non pas d'origine mérovingienne et non pas importé au cours des grandes invasions. Le mot guerra  italien a aussi une étymologie en vieux haut allemand (lombard germanique).
La toponymie de villages et de villes en Belgique, France, Luxembourg, Allemagne, Suisse, Autriche ou Italie fait parfois référence au vieux haut allemand, par exemple pour Villers-la-Montagne et Ottwiller en France et pour Bergweiler en Allemagne.
Ne pas confondre Alt hoch Deutsch qui se traduit par « vieux haut (sud) allemand » avec Hoch Deutsch qui se traduit par « allemand standard » (actuel, non dialectal).